# Roberto Cruz Castro
Roberto Ramsés Cruz Castro (Los Mochis, Sinaloa; 23 de febrero de 1974) es un economista, empresario y analista político mexicano. Es nieto de Roberto Cruz, general revolucionario. Fue Presidente de la Mesa directiva en el Congreso del Estado de Sinaloa

## Biografía
Tras obtener su título de Licenciado en Economía, ha realizado estudios en Prácticas Parlamentarias y Derecho Legislativo en Bruselas, París, Estocolmo y Luxemburgo, becado por el Parlamento Europeo. También tiene Maestría en Prospectiva Estratégica, realizados en la Escuela de Graduados en Administración Pública del Instituto Tecnológico y de Estudios Superiores de Monterrey.
Además de empresario, ha incursionado en la administración pública. Fungió como Asesor de las siete comisiones de Relaciones Exteriores en el H. Senado de la República, Jefe de Asesores del área de análisis económico y presupuesto de la Mesa Directiva de la H. Cámara de Diputados, Director de Enlace Político de la Secretaría de Relaciones Exteriores con el H. Congreso de la Unión y Coordinador de Enlace Legislativo de la Secretaría de Educación Pública Federal.
A nivel estatal, ha sido Coordinador General de Asesores y Secretario de Desarrollo Económico del Gobierno del Estado de Sinaloa. Catedrático en las materias de Derecho Legislativo y Campañas Políticas en la Universidad de Monterrey, y en Políticas Públicas en la Universidad Autónoma de Sinaloa
En radio ha tenido espacio como analista así como en diversos eventos académicos ha dado charlas sobre temas de economía, política y sociología.